# Timeless (serie de televisión)
Timeless es una serie de televisión estadounidense creada por Eric Kripke y Shawn Ryan para NBC. Está protagonizada por Goran Višnjić, Abigail Spencer, Matt Lanter y Malcolm Barrett y se centra en un trío que viaja a través del tiempo con la misión de detener a un criminal cuya intención es modificar la estructura de la historia de la humanidad con resultados potencialmente catastróficos. Fue estrenada el 3 de octubre de 2016.
El 10 de mayo de 2017, NBC anunció la cancelación de la serie. Sin embargo, el 13 de mayo, la cadena revirtió su decisión ordenando una segunda temporada de diez episodios. El 22 de junio de 2018, NBC anunció que la serie había sido cancelada una vez más, aunque se estaba discutiendo la producción de un posible final de una película de dos horas para concluir adecuadamente la serie.
En Latinoamérica se estrenó el 7 de agosto de 2018 en Universal TV y El 11 de agosto en SYFY.

## Sinopsis
Una profesora de historia, un soldado y un ingeniero son reclutados por el Gobierno de los Estados Unidos para detener a Garcia Flynn, un peligroso delincuente que ha robado una máquina del tiempo y ha viajado junto a su equipo de soldados a las horas previas al desastre del dirigible Hindenburg. El trío debe seguirlo a través del tiempo con el objetivo de impedir sus planes. Por su parte, Flynn cuenta además con un extraño diario de otra época y su plan completo todavía es un misterio. El intrépido trío debe hacer todo lo posible para no alterar el pasado, así como ir un paso por delante de este peligroso fugitivo.

## Elenco y personajes

### Principales
- Abigail Spencer como Lucy Preston, profesora de historia y líder del equipo «Bote salvavidas».
- Matt Lanter como Wyatt Logan, militar convocado por Mason Industries para colaborar con Lucy y Rufus en el equipo «Bote salvavidas».
- Malcolm Barrett como Rufus Carlin, programador y piloto del equipo «Bote salvavidas».
- Sakina Jaffrey como la agente Denise Christopher
- Paterson Joseph como Connor Mason, director de Mason Industries, creador de las máquinas del tiempo «Bote salvavidas» y la «Nave nodriza».
- Claudia Doumit como Jiya, una talentosa joven programadora en Mason Industries.
- Goran Višnjić como Garcia Flynn

### Recurrentes
- Matt Frewer como Anthony Bruhl, líder del proyecto de viajes en el tiempo en Mason Industries.
- Susanna Thompson como Carol Preston, la madre de Lucy.
- John Getz como Benjamin Cahill, agente de Rittenhouse y padre biológico de Lucy.
- Chad Rook como Karl, el esbirro de Flynn.
- Annie Wersching como Emma Whitmore, exempleada de Mason Industries y miembro de Rittenhouse.
- Michael Rady como Nicholas Keynes, líder de Rittenhouse desde 1918.
- Tonya Glanz como Jessica Logan, esposa de Wyatt.

## Episodios

### Primera temporada (2016-2017)
| N.º en serie | N.º en temp. | Título                                                                   | Dirigido por      | Escrito por                      | Fecha de emisión original | Audiencia (millones) |
| --- | ------------ | ------------------------------------------------------------------------ | ----------------- | -------------------------------- | ------------------------- | -------------------- |
| 1 | 1            | «Pilot» «El Hindenburg»                                                  | Neil Marshall     | Eric Kripke y Shawn Ryan         | 3 de octubre de 2016      | 7.60                 |
| Un antiguo asociado de la NSA, García Flynn roba una máquina del tiempo construida por el científico e ingeniero Rufus Carlin. Esto obliga a Seguridad nacional a contratar a Lucy Preston, Wyatt Logan y Carlin para rastrearlo a él y a su equipo de asociados en un intento por impedir que Flynn cambie el curso de la historia estadounidense. Usan un prototipo para seguirlo en los eventos del pasado. El equipo persigue a Flynn hasta 1937, donde evita el desastre del dirigible Hindenburg para bombardearlo en su vuelo de regreso a Europa, cuando está llevando a importantes estadounidenses a la Coronación de Jorge VI del Reino Unido e Isabel Bowes-Lyon. Lucy teoriza que Flynn quiere destruir a los Estados Unidos de América. Lucy, Wyatt, y Rufus logran secuestrar el Hindenburg y obligan a los pilotos a hacerlo bajar a tierra. Por desgracia, uno de los esbirros de Flynn, en un intento de detenerlos, saca un arma pero Wyatt logra neutralizarlo, aunque aun así logra su cometido, detruyendo el dirigible, pero todos los pasajeros sobreviven gracias a la rápida reacción del trío protagonista. Flynn confronta a Wyatt y Lucy, y durante el enfrentamiento le dispara a la reportera Kate Drummond, hiriéndola de muerte. Se suponía que Kate moriría en el accidente original, pero al hacerse amiga de Lucy y Wyatt, altera su destino y cambia su historia. Flynn le revela a Lucy que él posee un diario escrito en su letra que aún no ha creado; él la insta a preguntarle a la agente Christopher sobre «Rittenhouse». En el presente, la agente Christopher niega tener conocimiento de Rittenhouse y Rufus le da a Connor a regañadientes una grabación de audio de la misión. Lucy descubre que su madre inválida ahora está sana, pero su hermana menor, Amy, ya no existe y Lucy está comprometida. |              |                                                                          |                   |                                  |                           |                      |
| 2 | 2            | «The Assassination of Abraham Lincoln» «El asesinato de Abraham Lincoln» | Neil Marshall     | Tom Smuts                        | 10 de octubre de 2016     | 6.20                 |
| Flynn viaja al 14 de abril de 1865, la fecha del asesinato de Abraham Lincoln. Trabaja con John Wilkes Booth, con la intención de garantizar el éxito de los asesinatos planeados del Vicepresidente Andrew Johnson, el secretario de Estado William H. Seward, y el General Ulysses S. Grant. Lucy se reúne con Robert Todd Lincoln y asiste a la fatídica actuación en Ford's Theatre como invitada; Flynn, frustrado con la negativa de Booth a utilizar un arma de fuego moderna, toma su lugar y asesina al propio Lincoln, pero Lucy salva a Grant, mientras que Rufus y Wyatt salvan a Johnson y Seward, respectivamente. En el presente, Lucy descubre que sus padres nunca se conocieron porque su padre se casó con la nieta de un pasajero del Hindenburg, lo que significa que el hombre que la crio nunca fue realmente su padre biológico. Rufus se niega a hacer más grabaciones para Connor, pero Connor lo obliga a continuar sobre la base de haber financiado su educación; se revela que ambos conocen «Rittenhouse». Lucy llega a casa, arribando tarde a su propia fiesta de compromiso, donde confronta a su madre por la identidad de su padre, pero es interrumpida por un saludo de su prometido, a quien no conoce. |              |                                                                          |                   |                                  |                           |                      |
| 3 | 3            | «Atomic City» «Ciudad atómica»                                           | Charles Beeson    | Lana Cho                         | 17 de octubre de 2016     | 5.86                 |
| La agente Christopher le ordena a Wyatt que elimine al compañero de trabajo de Rufus, Anthony, a quien Flynn secuestró cuando robó la máquina del tiempo. En Las Vegas en 1962, cuando las pruebas atómicas son comunes cerca de la ciudad, Flynn usa fotografías íntimas para chantajear a la amante de John F. Kennedy, Judith Campbell, para ayudarlo a robar una bomba, ya que su relación con un general le permite acceder a una instalación nuclear segura. Rufus descubre que Anthony es el colaborador voluntario de Flynn; están trabajando para destruir a Rittenhouse. Anthony aparentemente le cede la bomba a Rufus, y Rufus evita que Wyatt mate a su excolega. El equipo descubre que la bomba es un señuelo mientras Flynn escapa con éxito con el dispositivo real. Wyatt hace arreglos para que se le entregue un telegrama a su esposa en cincuenta años, tratando de salvarle la vida en 2012. A su regreso al presente, Wyatt descubre que su esposa aún está muerta; Lucy le dice a su prometido, Noah, que necesita mudarse con su madre para aclarar su mente. En el desierto de Nevada, Flynn y Anthony desentierran la bomba, que habían enterrado en lugar de arriesgarse a transportarlo a través del tiempo. |              |                                                                          |                   |                                  |                           |                      |
| 4 | 4            | «Party at Castle Varlar» «Fiesta en el castillo Varlar»                  | Billy Gierhart    | Jim Barnes                       | 24 de octubre de 2016     | 5.47                 |
| Jiya localiza a Flynn rastreando su uso de la red de energía para cargar a la Nave nodriza, pero el grupo de Flynn escapa. En Alemania durante 1944, el equipo cree que Flynn tiene la intención de dar su arma nuclear a los nazis, pero en realidad está planeando secuestrar a Wernher von Braun y entregarlo a la Unión Soviética. Con la ayuda de Ian Fleming, el equipo asegura la deserción de von Braun a los Aliados. Wyatt ayuda a Lucy a encontrar «algo porqué luchar» para superar sus temores durante el trabajo de campo, mientras que Ian y Rufus discuten el tema de la confianza entre los espías. Rufus se enfrenta a von Braun, quien afirma que las consideraciones morales impiden la innovación. En el presente, el equipo descubre que su aventura inspiró a las películas de James Bond, algo nuevo en la línea de tiempo. Lucy exige que el Agente Christopher y Connor la ayuden a recuperar a Amy como condición para su cooperación continua. Rufus teoriza correctamente que Anthony ha usado la bomba para crear una batería permanente para la máquina del tiempo en lugar de un arma. Rufus se niega a seguir espiando a sus compañeros de equipo, pero un hombre de Rittenhouse amenaza a la familia de Rufus si no coopera. |              |                                                                          |                   |                                  |                           |                      |
| 5 | 5            | «The Alamo» «El Álamo»                                                   | John Terlesky     | Anne Cofell Saunders             | 31 de octubre de 2016     | 5.24                 |
| Flynn viaja al 2 de marzo de 1836 y convence al presidente general mexicano Antonio López de Santa Anna atacar el Álamo tres días antes de que ocurriera el ataque real. Lucy, Wyatt y Rufus lo siguen y entran a la Misión de Álamo, pero Flynn mata a William B. Travis, evitando que termine su Carta de «Victoria o Muerte». Para empeorar las cosas, el ejército mexicano agita la bandera roja de no tomar prisioneros en su asedio. Flynn está molesto porque la línea de tiempo está cambiando; en la línea de tiempo original, Santa Anna permitió que las mujeres y los niños abandonaran el Álamo antes del asalto final. Wyatt y Rufus cavan un pasadizo subterráneo al acueducto, mientras Lucy termina la carta de Travis y la confía a John William Smith, quien se escapa con las mujeres y niños mientras James Bowie y Davy Crockett luchan contra los invasores mexicanos. Le dicen a Wyatt que será reemplazado, pero Lucy y Rufus convencen a Christopher para que lo mantenga. La carta de Lucy, aunque es sustancialmente diferente de la original de Travis, conserva la línea de tiempo al reunir apoyo para la Revolución de Texas. Lucy se reconcilia con su madre, quien escribe el nombre del padre de Lucy y se lo da. |              |                                                                          |                   |                                  |                           |                      |
| 6 | 6            | «The Watergate Tape» «Watergate»                                         | Greg Beeman       | Kent Rotherham                   | 14 de noviembre de 2016   | 4.53                 |
| El equipo sigue a Flynn al comienzo del escándalo de Watergate en 1972 para evitar que encuentre las cintas de Watergate, pero Flynn los captura y revela que él ya tiene la cinta. Él graba una grabación de Richard Nixon hablando de Rittenhouse y chantajea a Lucy y Rufus para encontrar un «doc / documento» desaparecido que mencionó Nixon para salvar la vida de Wyatt. Rufus es amenazado por un agente de Rittenhouse en la actualidad por contactar a alguien en 1972; su contacto lo ordena «destruir el documento». Flynn le revela a Wyatt que supo que Rittenhouse estaba financiando a Mason Industries pero, cuando informó de esto a sus superiores en la NSA, Rittenhouse asesinó a su esposa e hija. Usando inteligencia obtenida de «Garganta Profunda», Lucy y Rufus son guiados a una casa de seguridad del Ejército de Liberación Negro y descubren que «Doc» es una exmiembro de Rittenhouse que conoce la lista completa de la organización. Lucy y Rufus logran rescatar a Wyatt y ayudar al «Doc» a escapar. Lucy tiene la intención de visitar a su padre biológico, Benjamin Cahill (quien se revela como el agente de Rittenhouse que amenaza a Rufus), pero se marcha sin presentarse, sin saber quién es realmente Cahill. |              |                                                                          |                   |                                  |                           |                      |
| 7 | 7            | «Stranded» «Varados»                                                     | Holly Dale        | Arika Lisanne Mittman            | 21 de noviembre de 2016   | 4.71                 |
| El equipo sigue a Flynn hasta 1754, el comienzo de la Guerra franco-india. Los secuaces de Flynn sabotean el bote salvavidas, dejando varados al trío. Sin medios tecnológicos para reparar su máquina del tiempo, Rufus entierra un mensaje en una botella para que Mason la desentierre en el futuro. El trío es capturado por la tribu Shawnee y se encuentran con la cacique Nonhelema. Nonhelema ordena que Lucy y Wyatt sean ejecutados, pero elige perdonar la vida de Rufus. Después de que Rufus convence al jefe de que deje ir a sus compañeros de equipo, el trío se dirige a Fort Duquesne, donde Rufus recoge elementos para reparar el bote salvavidas. El equipo de Mason recupera la botella, pero el mensaje se desvanece casi por completo. Jiya deduce el mensaje de la escasa redacción recuperada, lo que ayuda al bote salvavidas a navegar de regreso al presente después de que el grupo lo repara. Jiya revela sus verdaderos sentimientos por Rufus, mientras que el agente Christopher solicita que Mason sea puesto bajo vigilancia. El trío repara su tensa relación y Wyatt convence a Lucy de que elija su propio camino, en lugar de dejar que lo determine el diario que Flynn posee. |              |                                                                          |                   |                                  |                           |                      |
| 8 | 8            | «Space Race» «Carrera espacial»                                          | Charles Beeson    | Matt Whitney                     | 28 de noviembre de 2016   | 4.78                 |
| Flynn y su equipo viajan al 20 de julio de 1969 para infiltrarse en el Centro de naves espaciales tripuladas en Houston e interrumpir la misión Apolo 11. Poco después de entrar en la línea de tiempo, Rufus se enfrenta a Anthony por su participación en el varamiento de 1754, pero Anthony escapa cuando Mission Control pierde la comunicación con el Apolo 11. Rufus descubre a través de una computadora local que Anthony ha insertado un ataque DoS en el mainframe del centro. Como la tecnología de los sesenta es incapaz de contrarrestar el virus, Rufus y Lucy obtienen ayuda de la matemática Katherine Johnson, quien los introduce en el mainframe. Justo cuando están eliminando el virus, se enfrentan a Anthony y uno de los secuaces de Flynn. Rufus mata al secuaz antes de que Anthony escape mientras la comunicación con el Apolo 11 es restaurada por la reparación de la computadora de Rufus y Katherine. Mientras tanto, Flynn se encuentra con la secretaria aeroespacial de Lockman, Maria Thompkins, y su hijo Gabriel en un parque antes de desaparecer de la vista de Wyatt. Wyatt le explica a María que Flynn es un espía ruso, pero Flynn se cuela en su casa y le inyecta a Gabriel una inyección de epinefrina para contrarrestar una reacción anafiláctica antes de alejarse de Wyatt. De vuelta al presente, el equipo descubre a través de un archivo secreto que María era la madre de Flynn y Gabriel era su medio hermano. |              |                                                                          |                   |                                  |                           |                      |
| 9 | 9            | «Last Ride of Bonnie & Clyde» «Las últimas aventuras de Bonnie y Clyde»  | John Terlesky     | Anslem Richardson                | 5 de diciembre de 2016    | 5.08                 |
| El trío viaja a 1934 en Arkansas cuando Flynn intenta encontrar un collar con forma de llave relacionada con Rittenhouse. A su llegada, se encuentran con Bonnie Parker & Clyde Barrow durante un robo a un banco y descubre que Bonnie está usando la llave. Lucy y Wyatt ayudan a Bonnie y Clyde a escapar de un tiroteo con la policía y Flynn. Mientras tanto, Rufus es arrestado e interrogado por el Texas Ranger, Frank Hamer, pero es liberado. Hamer consigue que Henry Methvin, miembro de Barrow Gang, revele la ubicación de Bonnie y Clyde. En su escondite, Bonnie revela que Clyde le dio la llave como regalo de compromiso después de robársela a Henry Ford. Methvin aparece en el escondite, al igual que Rufus, pero Methvin es asesinado por Clyde después de que Rufus revela su traición. Mientras tanto, la pandilla de Hamer y Flynn los emboscan y ocurre un tiroteo. Flynn toma la llave y se escapa antes de que Bonnie y Clyde sean asesinados por Hamer. En el presente, Mason advierte a Cahill que la agente Christopher se está acercando a descubrir a Rittenhouse, sin saber que ella lo tiene bajo vigilancia. A la vuelta del trío, Rufus acepta aliarse con la agente Christopher. En otra parte, Flynn usa la llave para abrir un reloj, revelando una carta secreta. |              |                                                                          |                   |                                  |                           |                      |
| 10 | 10           | «The Capture of Benedict Arnold» «La captura de Benedict Arnold»         | John F. Showalter | Tom Smuts                        | 12 de diciembre de 2016   | 5.08                 |
| 11 | 11           | «The World's Columbian Exposition» «La exposición universal de Chicago»  | Craig Zisk        | Lana Cho                         | 16 de enero de 2017       | 3.45                 |
| 12 | 12           | «The Murder of Jesse James» «El asesinato de Jesse James»                | John F. Showalter | Jim Barnes                       | 23 de enero de 2017       | 3.46                 |
| 13 | 13           | «Karma Chameleon» «Volver a los 80»                                      | Greg Beeman       | Anne Cofell Saunders             | 30 de enero de 2017       | 3.51                 |
| 14 | 14           | «The Lost Generation» «La generación perdida»                            | Craig Zisk        | Kent Rotherham y David Hoffman   | 6 de febrero de 2017      | 2.92                 |
| 15 | 15           | «Public Enemy No. 1» «Enemigo público»                                   | Guy Ferland       | Matt Whitney y Anslem Richardson | 13 de febrero de 2017     | 2.99                 |
| 16 | 16           | «The Red Scare» «El temor rojo»                                          | Matt Earl Beesley | Arika Lisanne Mittman            | 20 de febrero de 2017     | 3.37                 |

### Segunda temporada (2018)
| N.º en serie | N.º en temp. | Título                        | Dirigido por        | Escrito por                          | Fecha de emisión original | Audiencia (millones) |
| ------------ | ------------ | ----------------------------- | ------------------- | ------------------------------------ | ------------------------- | -------------------- |
| 17           | 1            | «The War to End All Wars»     | Greg Beeman         | Arika Lisanne Mittman y Tom Smuts    | 11 de marzo de 2018       | 2.97                 |
| 18           | 2            | «The Darlington 500»          | Olatunde Osunsanmi  | Jim Barnes                           | 18 de marzo de 2018       | 2.85                 |
| 19           | 3            | «Hollywoodland»               | John Showalter      | Matt Whitney                         | 25 de marzo de 2018       | 2.56                 |
| 20           | 4            | «The Salem Witch Hunt»        | Guy Ferland         | Kent Rotherham                       | 8 de abril de 2018        | 2.47                 |
| 21           | 5            | «The Kennedy Curse»           | Holly Dale          | Lana Cho                             | 15 de abril de 2018       | 2.47                 |
| 22           | 6            | «The King of the Delta Blues» | Greg Beeman         | Anslem Richardson                    | 22 de abril de 2018       | 2.31                 |
| 23           | 7            | «Mrs. Sherlock Holmes»        | Douglas Aarniokoski | David C. Hoffman                     | 29 de abril de 2018       | 2.52                 |
| 24           | 8            | «The Day Reagan Was Shot»     | Alex Kalymnios      | Arika Lisanne Mittman y Lauren Greer | 6 de mayo de 2018         | 2.23                 |
| 25           | 9            | «The General»                 | John F. Showalter   | Matt Whitney                         | 13 de mayo de 2018        | 2.43                 |
| 26           | 10           | «Chinatown»                   | Greg Beeman         | Tom Smuts y Nancy Baird              | 13 de mayo de 2018        | 2.43                 |

## Desarrollo

### Producción
El 26 de agosto de 2015, se dio a conocer que Eric Kripke y Shawn Ryan llegaron a un acuerdo con la NBC en el que se selló el compromiso de producir un episodio piloto de una proyecto en el que «un trío viaja a través del tiempo para luchar contra criminales desconocidos para proteger la historia tal y como la conocemos».
El 21 de enero de 2016, NBC ordenó oficialmente la realización de un episodio piloto. El 29 de enero se dio a conocer que Neil Marshall dirigiría el episodio.
El 13 de mayo de 2016, NBC eligió el piloto del proyecto para desarrollar una serie bajo el título de Timeless.

### Casting
El 17 de febrero se reveló que Abigail Spencer fue contratada para dar vida a Lucy Preston, una brillante profesora de historia que es tomada por el gobierno en orden de llevar a cabo una misión a través del tiempo. El 26 de febrero Claudia Doumit fue contratada para dar vida a Jiya. Tres días después, se dio a conocer que Matt Lanter fue elegido para interpretar a Wyatt Logan, otro miembro del equipo de viajeros del tiempo. El 2 de marzo, Malcolm Barrett y Paterson Joseph fueron anunciados como parte del elenco del piloto. Barrett fue elegido para interpretar a Rufus, un brillante ingeniero, mientras Joseph fue contratado como Mason Lark, un empresario que ha desarrollado la máquina del tiempo, ocultándola del gobierno. El 8 de marzo, se dio a conocer que Goran Višnjić fue seleccionado para dar vida a Garcia Flynn, un peligroso criminal que ha robado una máquina del tiempo y se guía por unos diarios de otro periodo de tiempo para llevar a cabo un misterioso plan. Finalmente, el 15 de marzo, Sakina Jaffrey fue anunciada como la intérprete de la agente Denise Christopher, quien se encuentra al mando del equipo que viaja a través del tiempo.

## Demanda por plagio
El 2 de septiembre de 2016 se conoce la decisión de las productoras Onza Entertainment y Cliffhanger, responsables de la serie de televisión española El Ministerio del Tiempo, de interponer una demanda por plagio contra Sony Pictures Television y NBC, dadas las evidentes similitudes entre ambas series de televisión en cuanto a tono y argumento. Más allá de las semejanzas entre ambas producciones, Javier Olivares, uno de los creadores de El Ministerio del Tiempo, se reunió en abril de 2015 en la feria audiovisual MIPTV de Cannes con responsables de la agencia de talentos Gersh para explorar la posibilidad de desarrollar una versión estadounidense de la serie. Posteriormente solicitaron una copia en DVD del primer episodio, subtitulado en inglés, de la serie española.
La productora Onza Partners entregó el material a la agencia Gersh para trabajar con ellos en el desarrollo de una versión estadounidense. Roy Ashton, de la agencia Gersh, escribió a Onza asegurando que le había gustado El Ministerio del Tiempo y que le encantaría trabajar con los españoles. Ashton dejó caer los nombres de Eric Kripke y Ben Edlund como posibles show runners. Desde ahí se continuaron los contactos con las diferentes partes e intercambiaron ofertas económicas.
En agosto de 2015, el medio especializado Deadline informó que la cadena NBC compró un proyecto llamado Time ideado por Eric Kripke y Shawn Ryan sobre "un singular trío que viaja por el tiempo para luchar contra criminales desconocidos con el objetivo de proteger la historia tal y como la conocemos". Al mismo tiempo se rompieron las negociaciones para una versión estadounidense de El Ministerio del Tiempo. Aquel proyecto pasaría a llamarse Timeless, en enero de 2016 se produjo un episodio piloto y en mayo se aprobó desarrollar la primera temporada.

## Recepción
La primera temporada de Timeless recibió críticas generalmente positivas de críticos de televisión. En Rotten Tomatoes otorga a la primera temporada una calificación de aprobación del 82%, con un promedio de 6.39 sobre 10 basada en 39 reseñas. El consenso crítico del sitio afirma, "Timeless is a fun throwback action series with a kooky premise worth watching, even if it is delivered clumsily at times." En Metacritic, que usa una calificación normalizada, le dio a la primera temporada un puntaje de 65 sobre 100, basado en revisiones de 29 críticos, indicando "reseñas generalmente favorables".
A la segunda temporada le fue mucho mejor, recibiendo una calificación de 100%, con un promedio de 8.43 basada en 10 reseñas.